# Новосёлки-Опарские
Новосёлки-Опарские (укр. Новосілки-Опарські) — село в Николаевской городской общине Стрыйского района Львовской области Украины.
Население по переписи 2001 года составляло 920 человек. Занимает площадь 1,76 км². Почтовый индекс — 81621. Телефонный код — 3241.